# Dorylus moestus
Dorylus moestus é uma espécie de formiga do gênero Dorylus.